# Nicolaas Konstantinovitsj van Rusland

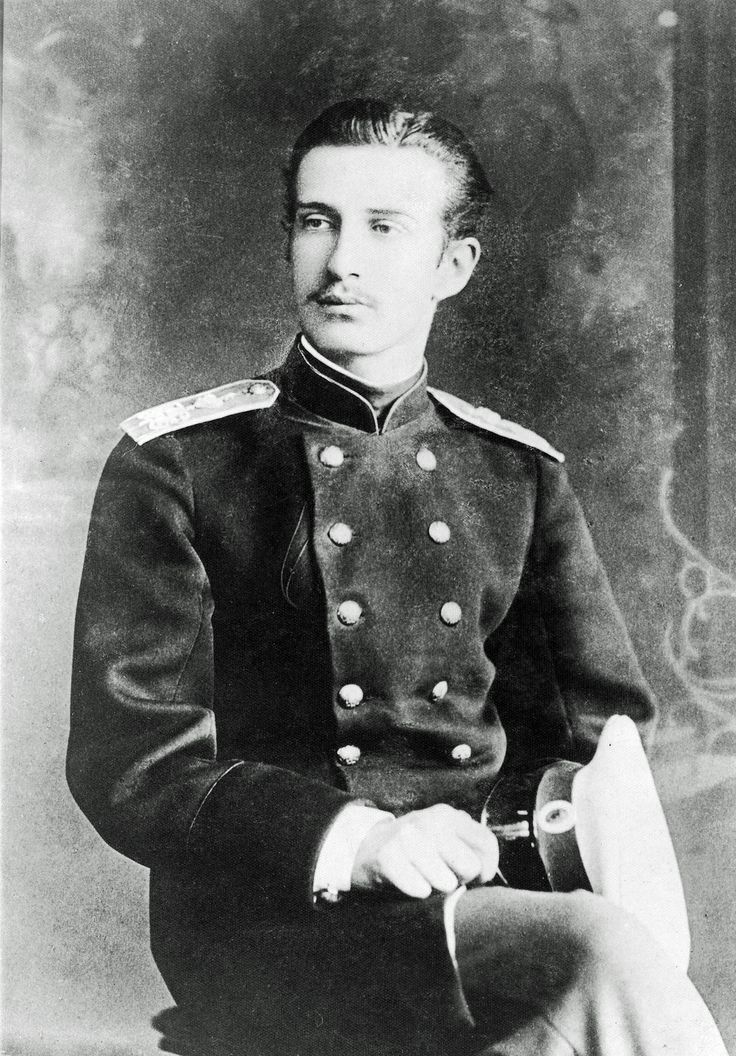
Nicolaas Konstantinovitsj van Rusland

Nicolaas Konstantinovitsj Romanov (Russisch: Николай Константинович Рома́нов) (Sint-Petersburg, Rusland, 14 februari 1850 – Tasjkent, 14 januari 1918), grootvorst van Rusland, was de zoon Constantijn Nikolajevitsj van Rusland en  Alexandra van Saksen-Altenburg. Hij was een kleinzoon van tsaar Nicolaas I.
Hij leidde een losbandig leven en had een langdurige affaire met Alexandra Abasa, met wie hij twee kinderen kreeg: Olga Wolinsky (1877-1940) en Nicolaas Wolinsky (1878-1913).
Hij trouwde in 1882 te Orenburg, Rusland, met Nadezjda Alexandrovna Dreyer. Ze brachten het verdere deel van hun leven door in Tasjkent, in Centraal-Azië. Uit hun huwelijk werden twee zonen geboren: Artemy Nikolajevitsj (1883-1919) en Alexander Nikolajevitsj (1889-1935)
Hij werd tijdens Russische Revolutie vermoord door de bolsjewieken in Tasjkent. Zijn zoon, Artemy Nikolajevitsj, vocht tijdens de Revolutie tegen de opstandelingen en verdween vervolgens. Men vermoedt dat hij gedood is. De zoon van Alexander Nikolajevitsj verdween ook tijdens de Revolutie.